# 金溶益
金 溶益（キム・ヨンイク、김용익、1920年 - 1995年）は韓国の小説家である。慶尚南道統営出身。

## 略歴
1956年、『Harper's Bazaar』に｢The Wedding Shoes｣を発表して、アメリカ合衆国で作家活動を始めた。1976年発表した｢Village Wine｣は、アメリカの最高優秀短編(Best American Short Stories)として選ばれた。
1957年から1964年まで、高麗大学と梨花女子大学で講義をし、この時期に英語で書かれた小説のほとんどを韓国語に翻訳して出版した。1964年には、再び渡米して西イリノイ大学(Western Illinois University)、UCバークレー大学(University of California, Berkeley)などで小説創作などを教えた。1994年には、高麗大学の教授として帰国したが、1995年4月11日、心臓病で亡くなり、故郷である統営の地に葬られた。
金溶益の文学は、その大部分が韓国の土俗的な空間と、その中で起きる韓国人の暮らしの姿を描いている。彼は、英語で書いた作品を韓国語で翻訳紹介することで、英語と韓国語という二つの言語で書くことを実践した。このような書き方について、”内面世界では母国語の判断に頼り、創作表現だけを英語でもって書いた”と話した。 

## 受賞歴
- 1967年、オーストリア政府の文学賞(青少年部門)
- 1990年、第1回在外韓国文学賞

## 主な作品
- 1956年、『겨울의 사랑』(冬の愛)[2]
- 1956年、『꽃신』(花柄の靴)
- 1964年、『밤배』(夜船)